# Гор, Дэниел
Дэ́ниел Лу́ис Гор (англ. Daniel Lewis Gore; родился 26 сентября 2004) — английский футболист, полузащитник английского клуба «Манчестер Юнайтед». В сезоне 2025/26 выступает за «Ротерем Юнайтед» на правах аренды.

## Клубная карьера
Гор выступал в футбольной академии «Бернли», в 2018 году присоединился к футбольной академии «Манчестер Юнайтед». В сезоне 2021/22 в составе «Юнайтед» выиграл Молодёжный кубок Англии.
26 сентября 2023 года дебютировал в основном составе «Манчестер Юнайтед» в матче Кубка Английской футбольной лиги против клуба «Кристал Пэлас», выйдя на замену Софьяну Амрабату. 26 декабря 2023 года дебютировал в Премьер-лиге, выйдя на замену Кристиану Эриксену в матче против клуба «Астон Вилла».
23 января 2024 года отправился в аренду в клуб Лиги 1 «Порт Вейл» до конца сезона 2023/24.
31 января 2025 года отправился в аренду в клуб «Ротерем Юнайтед» до конца сезона 2024/25.
17 июля 2025 года вновь отправился в аренду в «Ротерем Юнайтед».

## Карьера в сборной
Выступал за сборные Англии до 16, до 18 лет и до 20 лет.

## Достижения
«Манчестер Юнайтед»
- Обладатель Молодёжного Кубка Англии: 2021/22

Личные достижения
- Награда Дензила Харуна лучшему резервисту года: 2022/23[8]